# 가리비귀상어
가리비귀상어(Sphyrna couardi)는 흉상어목 귀상어과에 속하는 물고기이다. 몸길이는 2.5 ~ 4.3 미터 (98 ~ 169 in) 정도인 중대형의 상어에 속한다.

## 특징
가리비귀상어는 다른 귀상어과의 상어들과 마찬가지로 망치 모양의 머리를 가진 것이 특징으로서 홍살귀상어와 똑같이 영어권에선 '스캘롭트 해머헤드샤크(Scalloped hammerhead Shark)' 또는 '남부머리귀상어'라는 이름으로도 불린다. 홍살귀상어와는 달리 몸의 등쪽이 측선을 기준으로 푸른색과 갈색의 혼합된 색으로 이루어져 있다. 눈과 콧구멍은 머리의 끝부분에 존재하며 머리는 크지만 큰귀상어에 비해서는 작은 편이다. 가리비귀상어는 먹이의 행동을 파악하는 데에 있어서 적합한 매우 높은 신진대사율을 지배하여 가지고 있으며 그것은 삼차 영양 수준을 차지한다. 높은 신진대사율로 인하여 어린 가리비귀상어의 경우 먹이를 매우 많이 필요하게 되어 인지 능력, 사회 지능, 감각 운동 기능, 복잡한 서식지의 이주, 먹이의 운동 기능을 탐지하는 높은 수준을 가진 크고 발달된 뇌를 가지게 된다. 가리비귀상어는 넓은 군영을 이루어 집단 생활을 하는 어종이며 밤낮을 가리지 않고 항상 거대한 무리를 지어 생활한다.
일반적으로 사람에게 공격을 하지 않는 상어로 분류되어 위험한 상어로 인식되지 않으며, 오히려 사람을 보면 스스로 피하는 독특한 상어이다. 가리비귀상어는 바다에서 항해하는 호밍의 동작을 가지고 있고, 이동을 할 때에는 대체적으로 밤에 이동하는 상어이며, 너무 깊은 수심에 가는 것을 선호하지 않는다. 가리비귀상어는 높은 신진대사율과 수영을 통해 수행하여 일어나는 전류를 허용하는 경향이 있다. 그러한 결과에 따라 가리비귀상어는 자신이 현재 수영하는 위치와 머무르려는 경향이 있는 깊이를 선택할 수가 있으며 이 과정에서 지구의 자기장을 활용하기도 한다.
가리비귀상어의 넓은 머리와 특수 감각 세포와 로렌치니 기관은 가리비귀상어가 먹이를 쉽게 감지할 수가 있도록 도와준다. 이빨은 위턱에 16~17개, 아래턱에 17~18개의 이빨이 존재하며 위턱과 아래턱은 매우 날카로운 이빨들이 촘촘히 발견된다. 주요 먹이로는 멸치. 청어, 정어리, 꽁치, 고등어와 같은 물고기들, 오징어, 두족류, 갑각류 등이 있다.

## 서식지와 산란기

가리비귀상어의 서식지 분포도

가리비귀상어의 주요 서식지는 태평양, 인도양, 대서양의 모든 열대와 아열대의 바다로 수심 20 ~ 500 미터 (66 ~ 1,640 ft)의 깊은 곳까지 서식한다. 대륙붕으로 이뤄진 해저의 암초나 자갈, 모래, 진흙이 많은 곳들을 주요한 서식지로 삼는다. 어린 개체는 표해수대에서 생활하는 경우가 많으며, 거의 다 큰 개체는 좀 더 깊은 곳에서 사는 경우가 많다. 가끔 바다의 숲이라고 불리는 맹그로브의 나무가 가득한 지역에서도 서식을 하는 어종이기도 하다.
가리비귀상어의 산란기는 6월~8월의 여름으로 산란기에 수컷의 수정을 받은 암컷은 약 12개월(1년)의 임신 기간을 거쳐 6~20마리의 유어를 출산하게 된다. 수컷의 경우는 태어난 아후에 1 ~ 1.4 미터 (39 ~ 55 in)까지 자랐을 때에 성적으로 성숙해지게 되며 암컷은 태어난 이후에 2.4m까지 자랐을 때에 성적으로 성숙해지게 된다. 그러나, 가리비귀상어는 국제 자연 보전 연맹(IUDC)이 정한 멸종위기등급에서 위급의 등급이 되는 매우 심각한 멸종위기종으로서 국제적으로 개체수의 보호를 받고 있다.

## 같이 보기
- 흉상어목
- 귀상어과